# Jaguar
Jáguar (znanstveno ime Panthera onca) je največja mačka v Južni in Srednji Ameriki ter edini predstavnik vrste iz rodu Panthera v Amerikah. Pleni na tleh živeče sesalce in domače živali. So izredni plavalci, ki lovijo tudi žabe, ribe, želve in manjše aligatorje.
V naravi je zaradi lova, ki je posledica njegovega privlačnega kožuha, že zelo redek.

## Življenjsko okolje
Živi v različnih življenjskih okoljih, od pragozda, grmičaste pokrajine, trstičja pa vse do obalnih gozdov. Najdemo ga tudi v odprti pokrajini, v kolikor mu trava in skale nudijo dovolj zavetja pri lovu.

## Izvor imena jaguar
Izvor imena jaguar ni pojasnjen. V tupijskem jeziku je pravo ime te vrste jaguara, kar naj bi po teoriji pomenilo mesojedo žival. V sorodnem gvaranskem jeziku se jaguarete prevaja v `resnično strašna zver´, `s pasjim telesom´, `strašen pes´. V zgodnjih etimoloških poročilih jaguara pomeni `zver, ki svoj plen ubije z enim samim ugrizom´ in ta prevod vztraja pri več virih. Kakorkoli ta prevod je bil spoznan za napačnega. V mnogih srednjih in južnih ameriških državah se ime mačke nanaša na el tigre (tiger). Domnevamo, da prvi del znanstvenega poimenovanja panthera onca izvira iz grškega pan- (vsi) in -ther (zver), vendar bi to lahko bilo le poimenovanje ljudi. Z onca naj bi bila označena bodica ali kavelj, kar se nanaša na živalske močne kremplje, vendar je najverjetnejša etimologija, da se je prilagodila na trenutno portugalsko ime živali, onça (on-sa).

## Telesne značilnosti
Je masivnejši od leoparda, ima krajši rep, čokato telo in večje pege z dodatno notranjo liso. Velik je od 68 do 76 cm, dolg od 112 do 185 cm. Rep meri od 45 do 75 cm. Tehta lahko od 57 do 113 kg. Samice so v povprečju za 20 % manjše od samcev. Jaguar je edini izmed velikih mačk, ki ne more rjoveti.
Kožuh je navadno rumenkasto rjav, lahko pa je skoraj bele do skoraj črne barve. Na trebuhu so nepravilno razporejene temne rozete. Zadnji del repa je pasast. Na spodnji čeljusti ima črn madež. Gornja stran uhlja je črna.

## Način življenja
Odrasli jaguarji so, razen v času parjenja, ko sta samec in samica kratek čas skupaj, samotarji. Samica je breja od 93 do 110 dni. Skoti 1-4 gole in slepe mladiče, ki ostanejo praviloma prvi dve leti pri materi, potem pa si poiščejo svoj teritorij in zato zapustijo družino.
Kot vse mačke je tudi jaguar mesojed - hrani se le z mesom. Je priložnostni plenilec, kar pomeni, da lovi, ko se mu pojavi priložnost za to. Najraje lovi velik plen, kot so jelen, tapir, pes, ter celo anakonde in kajmane. Mačka pa bo jedla tudi manjši plen, kot so žabe, ptice, ribe, opice, želve in kapibare. 
Jaguar svojo žrtev ugrizne globoko v grlo in jih s tem zaduši; ta tehnika je značilna za vse predstavnike rodu Panthera. Uporablja pa tudi metodo, kjer žrtev s svojimi podočniki ugrizne naravnost skozi temensko kost na lobanji med ušesi.

## Posebnosti
Podobno kot pri leopardu se tudi med jaguarji občasno pojavijo tako imenovani črni panterji, ki imajo navidezno povsem črn kožuh. V sončnem vremenu se opazijo svetlejše rozete, z eno ali več pik v notranjosti, ki so značilne za jaguarja.

## Podvrste - geografske variacije
1. Panthera onca onca (amazonski jaguar): Venezuela, gozdnati bazen Orinoka in Amazonke, vključujoč:
  - P. onca peruviana (peruanski jaguar): Ekvador, Peru, Bolivija
2. P. onca hernandesii: zahodna Mehika, vključujoč
  - P. onca centralis (panamski jaguar): Srednja Amerika, Kolumbija
  - P. onca arizonensis (arizonski jaguar): ZDA, Mehika
  - P. onca veraecrucis: jugovzhodna Mehika do srednjega Teksasa
  - P. onca goldmani (jukatanski jaguar): od Jukatanskega polotoka do Gvatemale in Belizeja
3. P. onca palustris ali P. onca paraguensis (močvirski jaguar): Paragvaj in severovzhodna Argentina